# Émile Combes
Émile Justin Louis Combes, francès: [emil kɔ̃b] (Ròcacorba, 6 setembre 1835 - Pons 25 de maig de 1921) fou un polític i francmaçófrancès de la Tercera República, president del Consell de Ministres entre 1902 i 1905.

## Formació i carrera política
Nascut en el si d'una família pobra Émile entrà als dotze anys al seminari de Castres gràcies a un oncle seu, el capellà Gaubert, que s'havia fet càrrec d'ell. Va a París a un altre seminari on obté la llicenciatura de Lletres i poc després comença els estudis de teologia al seminari d'Albi, on va ser tonsurat, però sense arribar a rebre les ordes menors. En 1857 deixa el seminari i en 1860 renúncia a la seva idea de ser sacerdot. Aquest mateix any obté el doctorat en Lletres, mentre treballa com a professor en diversos col·legis religiosos. El 1862 es casa amb una jove, Maria Dussaud, de la petita ciutat de Pons (en el departament de Charente-inferieur, avui dia Charanta Marítima), i decideix estudiar medicina a París, obtenint el doctorat en 1868.
Instal·la la seva consulta de metge a Pons i allà comença la seva activitat política a favor de la república i la democràcia. Ingressa a la maçoneria en 1869, tot i que mai va ser un maçó molt actiu. En 1876 és elegit alcalde de Pons, càrrec que mantindrà fins al 1919, i en 1879 "conseiller général" del departament. En 1885 és elegit senador per Charente-inferieur, i a partir de llavors reparteix la seva vida entre Pons i París. Quant a les seves creences, Combes és seguidor de l'espiritualisme com es posa en evidència quan, amb motiu de la mort en 1891 del seu fill André, fa gravar sobre la tomba familiar del cementiri de Pons un text d'Edgar Quintet: "Estimem-nos en la mort com en la vida / El nostre cor ens diu que no hi ha separació eterna! ens acomiadem en la incertesa / ens retrobarem en la veritat".
Quant a les seves posicions polítiques Combes està proper als plantejaments de Jules Ferry però en 1894 abandona els republicans "oportunistes" per considerar-los massa moderats respecte a la "qüestió clerical" i s'uneix als radicals. Es converteix en president de "La Gauche Démocratique" ("L'Esquerra Democràtica"). En 1895 és nomenat ministre d'Instrucció Pública i de Cultes en el govern de Léon Bourgeois. Durant els sis mesos que va estar en el càrrec va aplicar al peu de la lletra el Concordat de 1801 el que li va causar tensions amb l'Església Catòlica sobre la qüestió dels nomenaments dels bisbes (segons Combes el Papa s'havia de limitar a ratificar els prelats designats pel govern).

## Primer Ministre de França
Al maig de 1902, amb seixanta-set anys, el petit viellard très alerte ("el vellet molt despert") arriba al càrrec del president del Consell de Ministres, després de ser proposat al president de la República, Émile Loubet, per l'anterior cap de govern René Waldeck-Rousseau. El diari La Croix va rebre al nou president del govern amb l'apel·latiu d'antic "capellà" convertit en "un ferotge anticlerical" i que a més és maçó. Ocupa el càrrec durant dos anys i mig, fins al 18 gener 1905 quan presenta la seva dimissió a causa de l'escàndol de l' Affaire des Fiches. En la tardor de 1904 havia sortit a la llum pública que les lògies maçòniques passaven informes sobre les opinions polítiques i la vida privada dels oficials al ministre de la guerra, el també anticlerical Louis André, que els utilitzava per determinar les promocions. També es coneix l'existència d'una vasta xarxa d'informes dirigits a republicanitzar les administracions.Paul Doumer li retreu ser "un republicà nouvingut aferrat als procediments bonapartistes ".
De 1910-1913 presideix el Partit Republicà Radical i Radical-Socialista. Entre l'octubre de 1915 i desembre de 1916 forma part, com a ministre d'Estat, del govern de la "Unió Patriòtica" presidit per Aristide Briand en plena Primera Guerra Mundial. Continuarà d'alcalde de Pons fins a 1919, on s'aixeca un monument en honor seu, i mantindrà l'escó de senador fins a la seva mort el 1921.

## La política anticlerical del govern Combes

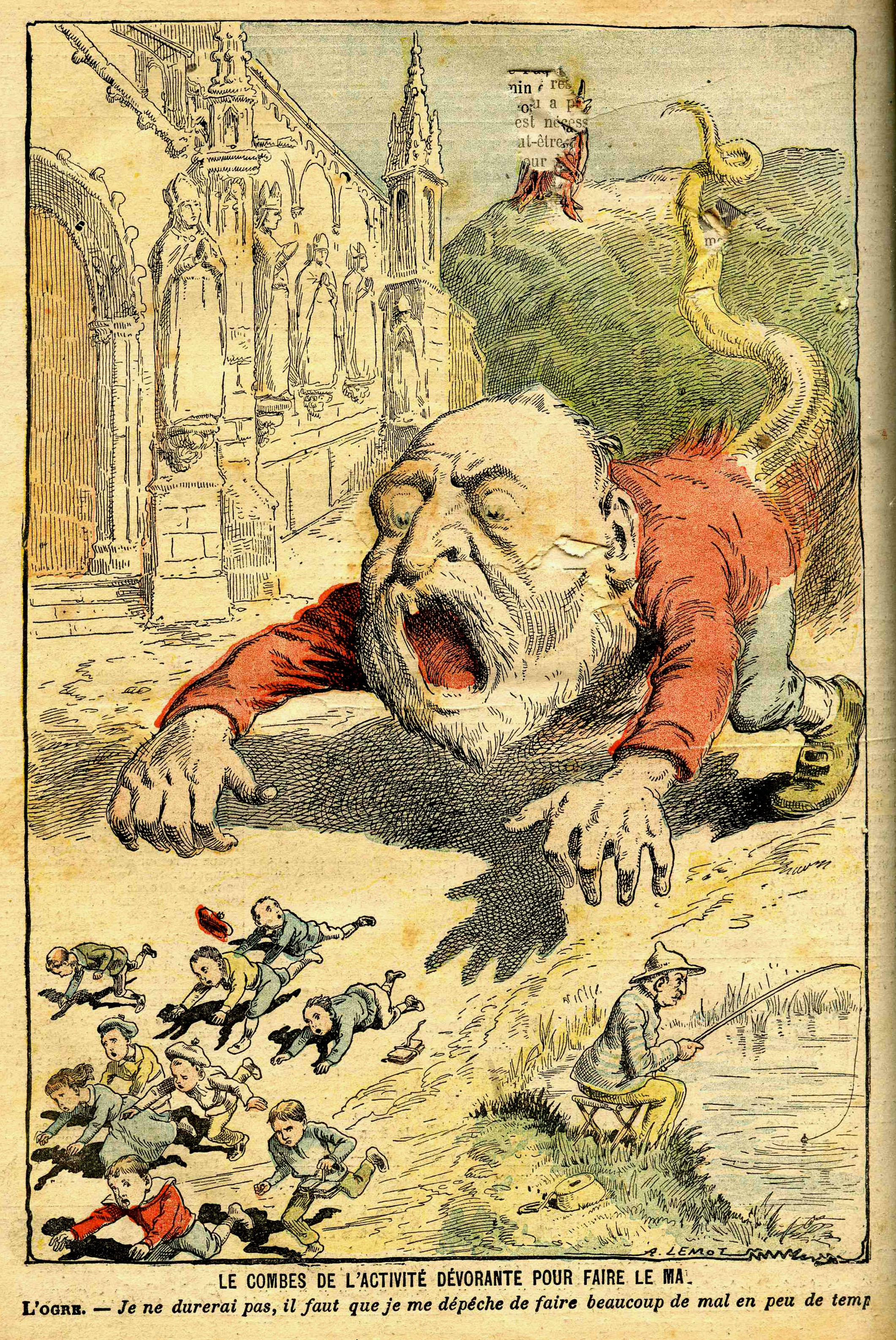
« LE COMBES DE L'ACTIVITÉ DÉVORANTE POUR FAIRE LE MAL » (caricatura d'Achille Lemot, Le Pèlerin, 27 de juliol de 1902)

Combes hereta del govern anterior de Waldeck-Rousseau el delicat assumpte de l'aplicació de la Llei d'Associacions aprovada l'1 de juliol de 1901, el Títol III estava dedicat a les congregacions religioses, a les quals se'ls exigia, a diferència de la resta d'associacions, que presentessin una petició per ser autoritzades (les congregacions expulsades el 1880 per Jules Ferry havien tornat i havien estat tolerades des de llavors). Combes va aplicar la llei de forma estricta i la Cambra de Diputats va rebutjar la petició d'autorització de totes les congregacions religioses, excepte cinc masculines, cap de les quals es dedicava a l'ensenyament. En poc més d'un any més de 10.000 col·legis religiosos van ser tancats, encara que molts van tornar a obrir amb ensenyants laics i religiosos secularitzats. Els catòlics es van mobilitzar i van organitzar una gran manifestació a la plaça de la Concorde de París el 27 de juliol de 1902, i hi va haver alguns casos de resistència organitzada contra els tancaments, protagonitzats especialment per la catòlica Ligue des femmes françaises, i pels mateixos frares i monges.
Émile Combes va donar una pas més quan el Parlament va aprovar la Llei de 7 de juliol de 1904 prohibia als religiosos ensenyar o dirigir un col·legi. Combes va explicar a la Cambra de Diputats que no es podia confiar l'educació dels infants i dels joves als ordes religiosos perquè estaven "formats únicament per reaccionar contra els principis de la Revolució". Tot i que la llei preveia un termini de 10 anys per a la seva aplicació, dos terços dels col·legis religiosos (és a dir, 2.200) van ser tancats.
Poc després es produeix la ruptura amb la Santa Seu amb motiu del viatge a Itàlia del President de la República, Loubet, a l'abril de 1904, convidat pel rei Víctor Manuel, al qual el nou Papa Pius X, molt més intransigent que Lleó XIII, s'oposa per considerar-ho una ofensa (el vell contenciós entre el Papa i el regne d'Itàlia seguia sense resoldre's). Durant la seva estada a Itàlia el president Loubet és aclamat pels anticlericals italians al crit de "Visca la França anticlerical!". De nou la Santa Seu protesta aquest cop en uns termes considerats insultants pel govern Combes, que decideix tancar l'ambaixada francesa davant la Santa Seu el 31 de juliol de 1904. El Nunci per la seva banda abandona París.
El deteriorament de les relacions amb la Santa Seu va posar en primer pla el debat sobre la supressió del Concordat de 1801 i la seva substitució per una llei que declarés la completa separació de l'Església i l'Estat. Pressionat per l'esquerra Combes presenta un projecte de llei més radical que el que havia elaborat una comissió parlamentària presidida per Aristide Briand. Finalment Briand i Combes redacten un text comú, en el qual Combes accepta algunes importants modificacions al seu projecte. No obstant això la dimissió de Combes de la presidència del govern a causa de l'escàndol de l'"Affaire des Fiches" fa que el projecte de llei que finalment aprovarà el Parlament no sigui el seu, sinó el presentat pel nou govern presidit per Maurice Rouvier (Llei de separació de l'Església i l'Estat de 1905).
El govern Combes es considera un dels moments culminants de l'anticlericalisme republicà francès, encara que no va ser només obra del govern i del parlament, sinó que tot tipus d'organitzacions anticlericals, com l'Associació Nacional de Lliurepensadors de França o la Lliga dels drets de l'home, i maçòniques (el Gran Orient de França i la Gran Lògia de França), van tenir un destacat protagonisme, amb mobilitzacions a favor de la Llei de Separació, i amb accions contra les pràctiques catòliques, com les processons, protagonitzades pels lliurepensadors, en què es van produir nombrosos incidents que van causar ferits i alguns morts. En aquesta campanya anticlerical Combes es converteix en el seu símbol i en el seu heroi, mentre que per als catòlics és l'encarnació del diable (i així apareix representat en nombroses caricatures).